# 小行星423
小行星423（423 Diotima）是一颗围绕太阳公转的小行星。1896年12月7日，奧古斯特·卡洛斯在尼斯描述了此天体。
該小行星以古希腊哲学苏格拉底提到的来自门丁尼亚的女哲学家迪奥蒂玛命名。
这颗小行星的绝对星等为7.24等。

## 相关條目
- 小行星列表/10001-11000

## 外部連結
- Asteroid Lightcurve Database (LCDB) （页面存档备份，存于）, query form (info （页面存档备份，存于）)
- Dictionary of Minor Planet Names, Google books
- Discovery Circumstances: Numbered Minor Planets (10001)-(15000) （页面存档备份，存于） – Minor Planet Center
- 小行星423 at AstDyS-2, Asteroids—Dynamic Site
  - Ephemeris · Observation prediction · Orbital info · Proper elements · Observational info
- NASA JPL小天體瀏覽器上的小行星423

| 前一小行星： 小行星422 | 小行星列表 | 後一小行星： 小行星424 |